# Xeranthica tephroclysta
Xeranthica tephroclysta is een vlinder uit de familie van de echte motten (Tineidae). De wetenschappelijke naam van de soort werd in 1930 gepubliceerd door Edward Meyrick.

## Synoniemen
- Tinea trichophagoides Zerny, 1935

Deze naam werd in 1935 gepubliceerd door de Oostenrijks entomoloog Hans Zerny voor een vlinder, in 1933 verzameld in het Atlasgebergte in Marokko, en door hem geplaatst in het geslacht Tinea. Het holotype is een vrouwtje, het mannetje was lange tijd onbekend, en op basis hiervan was niets met zekerheid te zeggen over de systematische positie, noch of de mannetjes al eerder als een andere soort beschreven waren. In 2007 publiceerde Reinhard Gaedike een artikel over palaearctische microlepidoptera, waarin hij deze vlinder identificeert als het vrouwtje van de vijf jaar eerder door Edward Meyrick gepubliceerde Xeranthica tephroclysta.